# مركز الأميرة إيمان للأبحاث والعلوم المخبرية
تم إنشاء المختبرات الطبيه في الأربعينات من القرن العشرين وذلك مع بداية إنشاء الخدمات الطبية في الأردن ودعت الحاجة إلى تحديث المختبرات بإنشاء مركز حديث ومختص للمختبرات الطبية يلائم حجم التغير الكبير في انماط الرعاية الصحية وتطور اختصاصاتها وتقنياتها ويتناسب مع دور الخدمات الطبية الملكية محلياً ودوليا حيث صدرت الاراده الملكية الساميه بتوشيح هذا الصرح باسم مركز الأميرة إيمان للابحاث والعلوم المخبرية بتاريخ 27 يونيو 2000 وتم إنشاء المركز وبدء العمل فيه في 20 فبراير عام 2001 وتم افتتاحه رسمياً تحت الرعاية الملكية السامية بتاريخ 22 ديسمبر 2001.
يقع مركز الأميرة إيمان في حرم مدينة الحسين الطبية وهو أحد مراكزها الطبية المتميزة ويعد مرجعا في الفحوصات المخبرية الروتينية والمتخصصة ويتكون الجسم الرئيسي للمبنى من 7 (عدد) طوابق ويضم المركز مختبرات متكاملة تلبي جميع المتطلبات الحالية والمستجدات المستقبلية، حيث انفرد كل اختصاص بطابق منفصل يضم جميع الوحدات المخبرية المتخصصة والعامة.
يحتوي المركز على أجهزة حديثة ومتطورة ذات كفاءة عالية تلبي طبيعة العمل في الخدمات الطبية الملكية. ويتعاون مع مؤسسات عالمية للرقابة النوعية للحفاظ على مستوى عالي من الجودة والكفاءة كما أن المركز مزود بشبكة حاسوب مركزية تربط مرافق المركز بعضها ببعض ويجري العمل على ربط هذه الشبكات بجميع مرافق مدينة الحسين الطبية.

## شهادة الاعتماد الدولية
يعتبر مركز الأميرة ايمان بنت عبد الله الثاني بن الحسين للأبحاث والعلوم المخبرية من المراكز السباقة على مستوى المملكة في الحصول على شهادة الاعتماد الدولية ISO15189 وذلك بالعمل الدؤوب والجهد المتواصل من كادر المركز الطبي والتقني متسلحين بالعلم والمعرفة ومجهزين بكافة الأجهزة الطبية المتطورة.
مدير مركز الأميرة إيمان بنت عبد الله الثاني بن الحسين للأبحاث والعلوم المخبرية العميد الطبيب نظمي راغب كمال

## الانجازات الطبية

### من حيث عدد الفحوصات المخبرية
بلغ عدد الفحوصات المخبرية التي أجريت في مختلف التخصصات المخبرية في مركزالأميرة إيمان بنت عبد الله الثاني بن الحسين للأبحاث والعلوم المخبرية فقط في عام 2014 حوالي 7.374.003 فحص مخبري

### من النواحي الفنية
تم إستكمال إجراءات التقييم السنوي من قبل وحدة الاعتماد للعام الرابع على التوالي للمحافظة على شهادة الاعتماد الدولية ISO 15189 وهي شهادة اعتماد دولية متخصصة في المختبرات الطبية والتي حصل عليها المركز منذ عام 2008

## في مجال الإختصاصات المخبرية المختلفة

### الكيمياء السريرية
تم إدخال فحوصات الكيمياء الوراثية وتشتمل على قياس نسبة الأحماض الأمينية والأحماض العضوية وعدد من الفيتامينات والفحوصات الخاصة، مما يساعد على تشخيص عدد كبير من الأمراض الوراثية والوصول إلى علاج مبكر لبعض هذه الأمراض، وجميع هذه الفحوصات تجرى على اجهزة حديثة ومتطورة تعمل حسب الطرق العالمية الحديثة بالتشخيص المخبري مثل: Amino Acid Analyzer, GCMS, HPLC
تم إدخال أجهزة حديثة لتحليل نسبة الكلور في العرق عند الأطفال حديثي الولادة مما يساعد على التشخيص المبكر لمرض التليف الكيسي Cystic Fibrosis لهؤلاء الأطفال.
تم تركيب جهاز تحليل آلي لفحوصات الكيمياء السريريه والهرمونات تصل سرعته إلى 1200 فحص بالساعة وتم تفعيل الفحوصات الهرمونيه على هذا الجهاز بالإضافة إلى أجهزة تحليل الهرمونات العاملة الأخرى مما أدى إلى توفير الكثير من الوقت والأيدي ألعامله وتحسين نوعية وسرعة خدمة الفحوصات المخبرية المتخصصة.

### الأنسجة والخلايا
تم تركيب وتشغيل أجهزة حديثة للتشريح لمعرفة سبب الوفاة، كما وتم تركيب وتشغيل جهاز Fully Automated Immunohistochemistry system from Ventana وهو جهاز حديث لإجراء فحوصات دالات الأورام على الأنسجة المرضية المستأصلة من المرضى، حيث يساعد في التشخيص الدقيق للأورام وفيما إذا كان حميد أوخبيث ودرجة انتشاره ومدى تقدمه للوصول إلى تشخيص مخبري دقيق للأنسجة المرضية وبالتالي للعلاج الصحيح في التوقيت المناسب، وقد تم مؤخرا أدخال فحوصات دالات الأورام على عينات الخلايا المأخوذة بواسطة الإبرة الدقيقة Fine Needle Aspiration

### تخصص المناعة
تم إدخال فحوصات مسح أمراض الأطفال حديثي الولادة لتشخيص الأمراض الوراثية (Neonatal Screening) في الغدة الدرقية.
تم مكننة بعض فحوصات المناعة الروتينية لتشمل فحوصات C3, C4, IgG, IgM, IgA
تم مكننة مختبر الجزيئات الحيوية بإدخال جهازين حديثين (Real Time PCR) لقياس الرقم الحقيقي لوجود بعض أنواع الفيروسات على مستوى الجين للوصول لتشخيص دقيق لبعض الأمراض المكتسبة والوراثية.
تم إدخال جهاز آلي حديث لعمل فحوصات تطابق الأنسجة (HLA Typing) نوع (Luminex) وذلك لغايات فحوصات زراعة الأعضاء بطرق آلية حديثة وسريعة ودقيقة. 
تم إدخال جهاز Screening tests حديث لعمل فحوصات HBS Ag , HCV , HIV لمسح وحدات بنك الدم بطرق آلية حديثة.

### الزراعة الجرثومية والفيروسات
تم تحديث مختبر البكتيريا بأجهزة تحليل آلية حديثة حيث يتم عزل وتشخيص البكتيريا وفحص حساسية البكتيريا للمضادات الحيوية آلياً بواسطه جهاز (VITEK 120) وتم إحالة جهاز VITEK II كرديف للجهاز العامل لدى المركز حاليا والمتوقع استلامه مع منتصف العام 2010 بالإضافة إلى جهاز لزراعة الدم (Bactec 9240).
تم تحديث وتطوير مختبر الفيروسات virology حيث يتم تشخيص الفيروسات بتقنية PCR لفحوصات الفيروسات النوعية وتقنيات Real Time PCR للفحوصات الكمية لأنواع الفيروسات التي يتم رصدها، مثل Herpes viruses , Enteroviruses , CMV , EBV .polyoma virus
مختبر السل، Mycobacteriology lab حيث يتم تشخيص جرثومة السل بواسطة الصبغات المجهرية المختلفة وكذلك عزلها يدوياً وآلياً بطرق حديثة لتوفر أجهزة حديثة مثل (MGIT 960).

### مختبر الفحوصات المستعجلة (STAT Lab)
تم إدخال خدمة الفحوصات ألاستكشافيه للكحول والمواد المخدره إلى لجان الفحص ومختبرالفحوصات المخبرية المستعجلة على مدار الساعة.
تم استحداث جهاز الدم روتين كامل المكننة والذي يقوم بعمل 700 عينه يوميا كل فحص يشتمل على 32 مقياس. تم ادخال العديد من الفحوصات الكيماويه الخاصة بزراعة الكبد والنخاع الشوكي والتي تطلب باستمرارعلى مدار الساعة. 
تم عمل فحوصات خاصه بالعقم والتي تم اعتمادها مؤخرا بناءا على نتائج دراسات وأبحاث أجريت بالمركز.

## مختبر أمراض الدم والوراثة
فحوصات الجنين ما قبل الولادة تعمل هذه الفحوصات للكشف عن أي خلل في عدد أو تركيب الكروموسومات أو في الجينات في جزء من الحامض النووي DNA للكشف عن العديد من الأمراض الوراثية والعيوب الخلقية.

### بنك الدم
يقدم بنك الدم خدمة فحص المتبرعين بالدم، حيث تم سحب ما يقرب 355473 الف وحدة دم في عام 2011 علما بأن جميع وحدات الدم المتبرع بها تخضع لفحوصات مخبرية للتأكد من خلوها من الأمراض السارية والمعدية قبل إعطائها للمريض وذلك حسب المواصفات والمقاييس العالمية والمحلية.
تم تركيب جهاز تشعيع الدم والذي جرى شراؤه مؤخرا لتقديم خدمة الدم المشعع لمرضى زراعة الأعضاء، ونظرا لضغط حجم العمل المتزايد على أعمال بنك الدم فهناك دراسة لمكننة أعمال بنك الدم بالكامل بإدخال أجهزة حديثة ومتطورة على كامل أعمال بنك الدم.

### برامج CME
تم عقد 5 (عدد) ورشات عمل خلال عام 2014 في مركز الأميرة إيمان وكان مجموع الحضور لجميع الورشات 124 شخص من مرتبات جميع المختبرات الطبية وتم عمل 75 محاضرة علمية ضمن برنامج التعليم الطبي المستمر وكان عدد الحضور 1179 شخص.